# 14606 Hifleischer
14606 Hifleischer eller 1998 SK125 är en asteroid i huvudbältet som upptäcktes den 26 september 1998 av LINEAR i Socorro County, New Mexico. Den är uppkallad efter Hilary Caren Fleischer.
Den tillhör asteroidgruppen Vesta.